# Teloscalpellum sanctipetrense
Teloscalpellum sanctipetrense är en kräftdjursart som först beskrevs av Henry Augustus Pilsbry 1907.  Teloscalpellum sanctipetrense ingår i släktet Teloscalpellum och familjen Scalpellidae. Inga underarter finns listade i Catalogue of Life.